# Галерия Валерия
Гале́рия Вале́рия (лат. Galeria Valeria; казнена в 315 году, Фессалоники, Македония) — дочь императора Диоклетиана и жена императора Галерия.

## Биография
Известно, что Валерия была дочерью римского императора Диоклетиана и его жены-христианки, Приски. В 293 году для укрепления отношений между императорами отец выдал Валерию замуж за своего соправителя Галерия, после чего она получила имя Галерия Валерия. Впрочем, лишь в 308 году она была объявлена Августой и «матерью лагерей». Ещё раньше, в 305 году, Валерия усыновила Кандидиана, сына Галерия от его любовницы. В её честь император назвал новообразованную провинцию из части Паннонии. Вместе с тем, Валерия пыталась побудить мужа прекратить преследования христиан, но все её попытки были тщетны.
Перед своей смертью в 311 году Галерий завещал своему преемнику, Лицинию, заботиться о своей жене и матери. Впрочем, после кончины Галерия Лициний начал оказывать давление на Валерию за её приверженность к христианству. Тогда она перебралась к Максимину II Дазе. Но и здесь она столкнулась с преследованием последнего, желавшего жениться на Валерии. Вскоре, в 313 году, против Максимина двинулся Лициний, который разбил того, а затем казнил. Приемный сын Валерии, Кандидиан, попал в плен и был перемещён в Никомедию, где впоследствии был казнен.
Валерия вместе с матерью Приской, решила сбежать от Лициния. Они в течение 15 месяцев скрывались в Македонии, но, в конце концов, в 315 году были схвачены и казнены в Фессалониках.